# Giro dell'Appennino 1998
Il Giro dell'Appennino 1998, cinquantanovesima edizione della corsa, si svolse il 14 giugno 1998, su un percorso di 208 km. La vittoria fu appannaggio del russo Pavel Tonkov, che completò il percorso in 5h39'17", precedendo gli italiani Paolo Lanfranchi e Davide Rebellin.
I corridori che partirono furono 125, mentre coloro che tagliarono il traguardo di Pontedecimo furono 68.

## Ordine d'arrivo (Top 10)
| Pos. | Corridore           | Squadra              | Tempo    |
| ---- | ------------------- | -------------------- | -------- |
| 1    | Pavel Tonkov        | Mapei-Bricobi        | 5h39'17" |
| 2    | Paolo Lanfranchi    | Mapei-Bricobi        | s.t.     |
| 3    | Davide Rebellin     | Team Polti           | s.t.     |
| 4    | Fausto Dotti        | Ros Mary-Amica Chips | s.t.     |
| 5    | Giuseppe Guerini    | Team Polti           | s.t.     |
| 6    | Aleksandr Šefer     | Asics-C.G.A.         | s.t.     |
| 7    | Daniele De Paoli    | Ros Mary-Amica Chips | s.t.     |
| 8    | Roberto Sgambelluri | Brescialat-Liquigas  | s.t.     |
| 9    | Leonardo Piepoli    | Saeco-Cannondale     | s.t.     |
| 10   | Gianni Faresin      | Mapei-Bricobi        | s.t.     |